# 섬총사
《섬총사》는 대한민국의 채널 올'리브에서 방영하는 예능 프로그램이다.

## 출연자 및 촬영장소

### 2017년(시즌1)
| 회차 | 방송일    | 촬영장소                               | 달타냥                 |
| ---- | --------- | -------------------------------------- | ---------------------- |
| 1    | 5월 22일  | 전라남도 신안군 도초면 우이도리 우이도 | 태항호, 김종민         |
| 2    | 5월 29일  | 전라남도 신안군 도초면 우이도리 우이도 | 태항호, 김종민         |
| 3    | 6월 5일   | 전라남도 신안군 도초면 우이도리 우이도 | 태항호, 김종민         |
| 4    | 6월 12일  | 전라남도 신안군 도초면 우이도리 우이도 | 태항호, 김종민         |
| 5    | 6월 19일  | 전라남도 신안군 도초면 우이도리 우이도 | 태항호, 김종민         |
| 6    | 6월 26일  | 전라남도 신안군 도초면 우이도리 우이도 | 태항호, 김종민         |
| 7    | 7월 3일   | 전라남도 신안군 흑산면 영산리 영산도   | 김뢰하, 이규한         |
| 8    | 7월 10일  | 전라남도 신안군 흑산면 영산리 영산도   | 김뢰하, 이규한         |
| 9    | 7월 17일  | 전라남도 신안군 흑산면 영산리 영산도   | 김뢰하, 이규한         |
| 10   | 7월 24일  | 전라남도 신안군 흑산면 영산리 영산도   | 김뢰하, 이규한         |
| 11   | 7월 31일  | 전라남도 신안군 흑산면 영산리 영산도   | 김뢰하, 이규한         |
| 12   | 8월 7일   | 전라남도 신안군 흑산면 영산리 영산도   | 김뢰하, 이규한         |
| 13   | 8월 14일  | 전라남도 완도군 생일면 유서리 생일도   | 존박, 고수희           |
| 14   | 8월 21일  | 전라남도 완도군 생일면 유서리 생일도   | 존박, 고수희           |
| 15   | 8월 28일  | 전라남도 완도군 생일면 유서리 생일도   | 존박, 고수희           |
| 16   | 9월 4일   | 전라남도 완도군 생일면 유서리 생일도   | 존박, 고수희           |
| 17   | 9월 11일  | 전라남도 완도군 생일면 유서리 생일도   | 존박, 고수희           |
| 18   | 9월 18일  | 전라남도 완도군 생일면 유서리 생일도   | 존박, 고수희           |
| 19   | 9월 25일  | 전라남도 신안군 흑산면 홍도리 홍도 2구 | 거미, 강지환, 성규     |
| 20   | 10월 2일  | 전라남도 신안군 흑산면 홍도리 홍도 2구 | 거미, 강지환, 성규     |
| 21   | 10월 9일  | 전라남도 신안군 흑산면 홍도리 홍도 2구 | 거미, 강지환, 성규     |
| 22   | 10월 16일 | 전라남도 신안군 흑산면 홍도리 홍도 2구 | 거미, 강지환, 성규     |
| 23   | 10월 23일 | 전라남도 신안군 흑산면 홍도리 홍도 2구 | 거미, 강지환, 성규     |
| 24   | 10월 30일 | 전라남도 신안군 흑산면 홍도리 홍도 2구 | 거미, 강지환, 성규     |
| 25   | 11월 6일  | 전라북도 군산시 옥도면 어청도          | 오광록, 정상훈, 조세호 |
| 26   | 11월 13일 | 전라북도 군산시 옥도면 어청도          | 오광록, 정상훈, 조세호 |
| 27   | 11월 20일 | 전라북도 군산시 옥도면 어청도          | 오광록, 정상훈, 조세호 |
| 28   | 11월 27일 | 전라북도 군산시 옥도면 어청도          | 오광록, 정상훈, 조세호 |
| 29   | 12월 4일  | 전라북도 군산시 옥도면 어청도          | 오광록, 정상훈, 조세호 |
| 30   | 12월 11일 | 전라북도 군산시 옥도면 어청도          | 오광록, 정상훈, 조세호 |
| 31   | 12월 18일 | 전라북도 군산시 옥도면 어청도          | 오광록, 정상훈, 조세호 |

### 2018년(시즌2)
| 회차 | 방송일   | 촬영장소                           | 달타냥                 |
| ---- | -------- | ---------------------------------- | ---------------------- |
| 1    | 6월 25일 | 전라남도 여수시 남면 소리도        |                        |
| 2    | 7월 2일  | 전라남도 여수시 남면 소리도        | 위하준                 |
| 3    | 7월 9일  | 전라남도 여수시 남면 소리도        | 태항호, 위하준         |
| 4    | 7월 16일 | 전라남도 여수시 남면 소리도        |                        |
| 5    | 7월 23일 | 전라남도 여수시 남면 소리도        | 문세윤, 태항호, 위하준 |
| 6    | 7월 30일 | 전라남도 여수시 남면 소리도        |                        |
| 7    | 8월 6일  | 전라남도 여수시 삼산면 초도리 초도 |                        |
| 8    | 8월 13일 | 전라남도 여수시 삼산면 초도리 초도 | 위하준                 |
| 9    | 8월 20일 | 전라남도 여수시 삼산면 초도리 초도 | 오륭, 위하준           |
| 10   | 8월 27일 | 전라남도 여수시 삼산면 초도리 초도 | 오륭, 위하준, 태항호   |
| 11   | 9월 3일  | 전라남도 여수시 삼산면 초도리 초도 |                        |
| 12   | 9월 10일 | 전라남도 여수시 삼산면 초도리 초도 |                        |

## 시청률

### 2017년
| 회차 | 방송일    | TNmS 시청률    | AGB 시청률     |
| 회차 | 방송일    | 대한민국(전국) | 대한민국(전국) |
| ---- | --------- | -------------- | -------------- |
| 1    | 5월 22일  | 1.7%           | 1.8%           |
| 2    | 5월 29일  | 1.3%           | 2.2%           |
| 3    | 6월 5일   | 1.4%           | 1.8%           |
| 4    | 6월 12일  | 1.6%           | 1.7%           |
| 5    | 6월 19일  | 1.4%           | 1.9%           |
| 6    | 6월 26일  | 1.7%           | 1.9%           |
| 7    | 7월 3일   | 2.3%           | 2.5%           |
| 8    | 7월 10일  | 2.0%           | 2.1%           |
| 9    | 7월 17일  | 2.5%           | 2.3%           |
| 10   | 7월 24일  | 2.5%           | 2.3%           |
| 11   | 7월 31일  | 2.8%           | 2.7%           |
| 12   | 8월 7일   | 2.1%           | 2.7%           |
| 13   | 8월 14일  | 2.4%           | 2.9%           |
| 14   | 8월 21일  | 2.7%           | 3.0%           |
| 15   | 8월 28일  | 2.6%           | 2.8%           |
| 16   | 9월 4일   | 2.8%           | 3.0%           |
| 17   | 9월 11일  | 1.8%           | 2.5%           |
| 18   | 9월 18일  | 2.5%           | 2.5%           |
| 19   | 9월 25일  | 2.8%           | 3.7%           |
| 20   | 10월 2일  | 3.1%           | 3.6%           |
| 21   | 10월 9일  | 1.7%           | 2.2%           |
| 22   | 10월 16일 | 2.2%           | 2.1%           |
| 23   | 10월 23일 | 2.4%           | 2.1%           |
| 24   | 10월 30일 | 1.9%           | 1.8%           |
| 25   | 11월 6일  | 2.4%           | 1.9%           |
| 26   | 11월 13일 | 2.8%           | 1.6%           |
| 27   | 11월 20일 | 1.8%           | 2.1%           |
| 28   | 11월 27일 | 2.2%           | 1.8%           |
| 29   | 12월 4일  | 2.2%           | 2.2%           |
| 30   | 12월 11일 | 2.1%           | 2.0%           |
| 31   | 12월 18일 | 1.7%           | 2.0%           |

### 2018년
| 회차 | 방송일   | TNmS 시청률    | AGB 시청률     |
| 회차 | 방송일   | 대한민국(전국) | 대한민국(전국) |
| ---- | -------- | -------------- | -------------- |
| 1    | 6월 25일 | 1.8%           | 2.0%           |
| 2    | 7월 2일  | 1.1%           | 1.3%           |
| 3    | 7월 9일  | 1.3%           | 1.5%           |
| 4    | 7월 16일 | 2.0%           | 1.8%           |
| 5    | 7월 23일 | 1.6%           | 1.4%           |
| 6    | 7월 30일 | 1.7%           | 1.5%           |
| 7    | 8월 6일  | 1.4%           | 1.6%           |
| 8    | 8월 13일 | 1.5%           | 1.6%           |
| 9    | 8월 20일 | 1.2%           | 1.3%           |
| 10   | 8월 27일 | 0.9%           | 1.1%           |
| 11   | 9월 3일  | %              | %              |
| 12   | 9월 10일 | %              | %              |